# 国鉄DC10形ディーゼル機関車

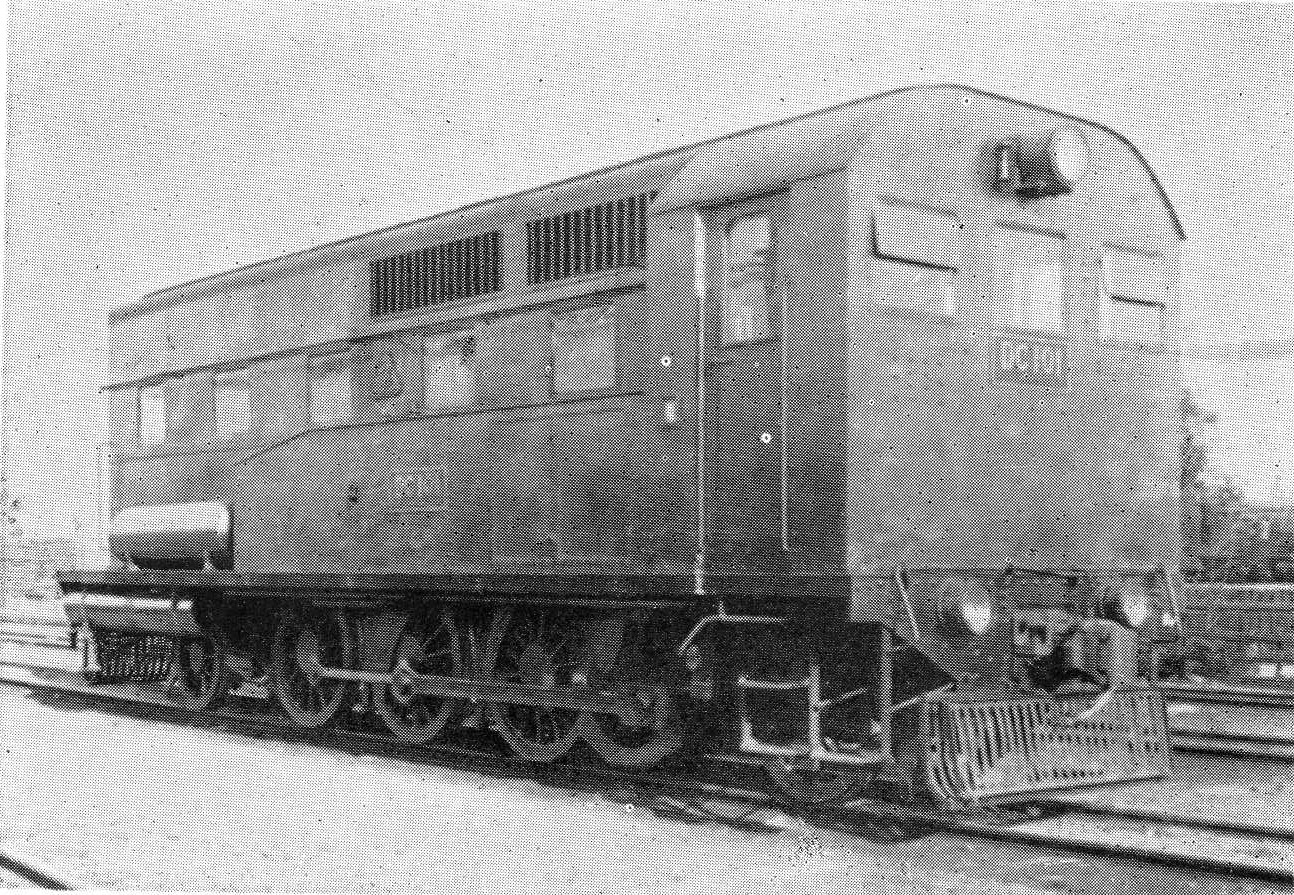
DC101

国鉄DC10形ディーゼル機関車（こくてつDC10がたディーゼルきかんしゃ）は、日本国有鉄道の前身である鉄道省がドイツから1930年（昭和5年）に輸入した機械式ディーゼル機関車である。

## 概要
同様に貨車入換用機関車のサンプルとして1929年（昭和4年）に輸入されたDC11形とともに、当時ディーゼル機関開発で最先端を走っていたドイツのクルップ社に1両が発注されたが製作は大幅に遅れた。これまでディーゼル機関車の使用経験がなく、列車事故などを起こせば大変であるとして、DC10、DC11のどちらも600馬力の入替用機関車として注文されている。1930年11月に神戸港に到着し鷹取工場で徹底的な分解調査の上で組み立て整備が実施された。

## 車体
搭載機器の関係で一端にのみ運転台を設け、背の高い機関室が全長の大半を占めていた。

## 主要機器

### エンジン
縦形直列6気筒4サイクル、シリンダーボア320mm、同ストローク350mm、1時間定格出力600ps/540rpmの無気直接噴射式ディーゼル機関を1基搭載する。
これは最大幅1,460mm、最大高2,070mm、最大長4,650mm、排気量は168.9Lで、重量も実に13.05tに達するという非常に巨大な低速 - 中速機関であり、大出力機関の開発が技術的にも未発達な時代の設計であったことから、その製作と完成後の燃焼効率改善は難航した。そのため、本形式の神戸港来着は同時発注のDC11形に比して約1年5ヵ月遅れとなっている。
材質面ではマウンタとシリンダーブロックは鋳鋼製、シリンダーライナーは特殊鋳鉄製、ピストンはシルミン製鋳造品、クランク軸はニッケルクロム鋼製の鍛造品、シリンダーヘッドカバーはベルリット・グス製の鋳造品、となっており、全体に耐久性を重視して肉厚の部材が使用され、堅牢な構造とされた。
本形式およびDC11形はいずれもシリンダーへの燃料噴射を直接行う直噴式が採用されており、本形式では列型燃料噴射ポンプと針弁式のインジェクターノズル（燃料噴射弁）によって燃料が供給されていた。
このシステムには、以後の日本の鉄道用ディーゼル機関で広く普及した予燃焼室式や渦流室式と比較して適切に設計・製作された場合の熱効率に優れ、またシリンダー周辺の構造を簡素化できるというメリットがあった。
もっともこの方式には燃料の噴射方向やタイミングの調整、それに適切なピストン頭部形状（燃焼室形状）の選定が難しく、不均質燃焼が発生しやすいという弱点があった。そのため、上述の通りクルップ社の製造過程においては当初十分な出力が得られず、燃焼効率改善のためにシリンダーヘッド部の設計変更や改修が繰り返されたことが納品遅延の原因となり、運用開始後も微妙な調整を必要とし、日常の保守にさえ難渋するほどであった。
機関の回転数は216 - 540rpmの範囲で自由に調整可能であり、調速機としてサーボモーターによってスリーブの位置を変更することでばねの圧縮量を変更し、速度制御を行う遠心球式調速機を搭載し、また燃焼効率を改善すべく機関直結のエアコンプレッサーで得られた空気圧を使用し、気筒に対する過給を行う機械式スーパーチャージャーも搭載されていた。
なお、始動には軽量化を目的として、このコンプレッサーで得られた空気圧を一旦圧縮空気タンクに蓄積し、利用する空気圧始動方式が採用されていた。このため、本形式にはスターターモーターなどの専用始動装置は一切搭載されていなかった。

### 変速機
クルップ製の機械式変速機および逆転機が搭載された。しかしながら、自動車でも数十馬力程度の機関しか搭載していなかった当時の技術では、経験の欠如もあって強トルクかつ大出力のディーゼルエンジン用機械式変速機の実用には、あまりにも多くの問題が存在した。
特に、内蔵される歯車の強度や耐摩耗性が不十分であったことは本形式の弱点となった。運用開始後の本形式に発生したトラブルは歯車の割損や偏摩耗など、この変速機周辺に集中しており、この教訓から戦前に鉄道省が試作した唯一の本線用ディーゼル機関車であるDD10形は電気式を採用することとなった。

### 動力伝達装置
変速機で最終減速された回転力をジャック軸から第2動輪にメインロッド経由で伝達し、その後サイドロッドにより第1・3動輪を駆動する、蒸気機関車に近い構造の駆動システムを備え、軸配置は先輪・従輪を備える1C1で、1位寄りの先輪と第1動輪の間にジャック軸が設けられていた。

### ブレーキ
前述の通り機関直結式のコンプレッサーを動力源とする自動空気ブレーキを搭載した。

## 運用
山陽本線上での性能試験の後、鷹取工場直近の鷹取機関区に配置され、神戸港などでの貨車入換に試用された。
もっとも、複雑精緻でしかも技術の未発達な時代に設計されたために様々な点で設計に不具合を抱えていた本形式は、1935年（昭和10年）頃にはDC11形ともども故障が続出し、休車に追い込まれた。しかも日本国内では充分な品質の予備部品を調達あるいは製作するのが極めて困難であって完全な修復が難しく、そのまま廃車に追いやられている。
ただし、その機関は廃車後に分解の上で徹底的な調査・分析が行われ、日本国内の内燃機関メーカー各社に貴重な技術資料として公開されたといい、その後の日本製鉄道車両用内燃機関の発達に大きな役割を果たした。
なお、技術資料とされた各部品については、戦時中に金属類回収令に従って供出されたとの説もあるが、敗戦前後の混乱もあって正確な消息は不明となっている。